# Baronia de Calandritsa
La Baronia de Calandritsa va ser un feu medieval franc del Principat d'Acaia, situat al nord de la península del Peloponès a Grècia, i amb centre a la ciutat de Calandritsa (avui Khalandritsa; en grec: Χαλανδρίτσα; francès: Calandrice o Calendrice ; en| italià:  Calandrizza; aragonès:  C[h]alandriça) al sud de Patres.

## Història

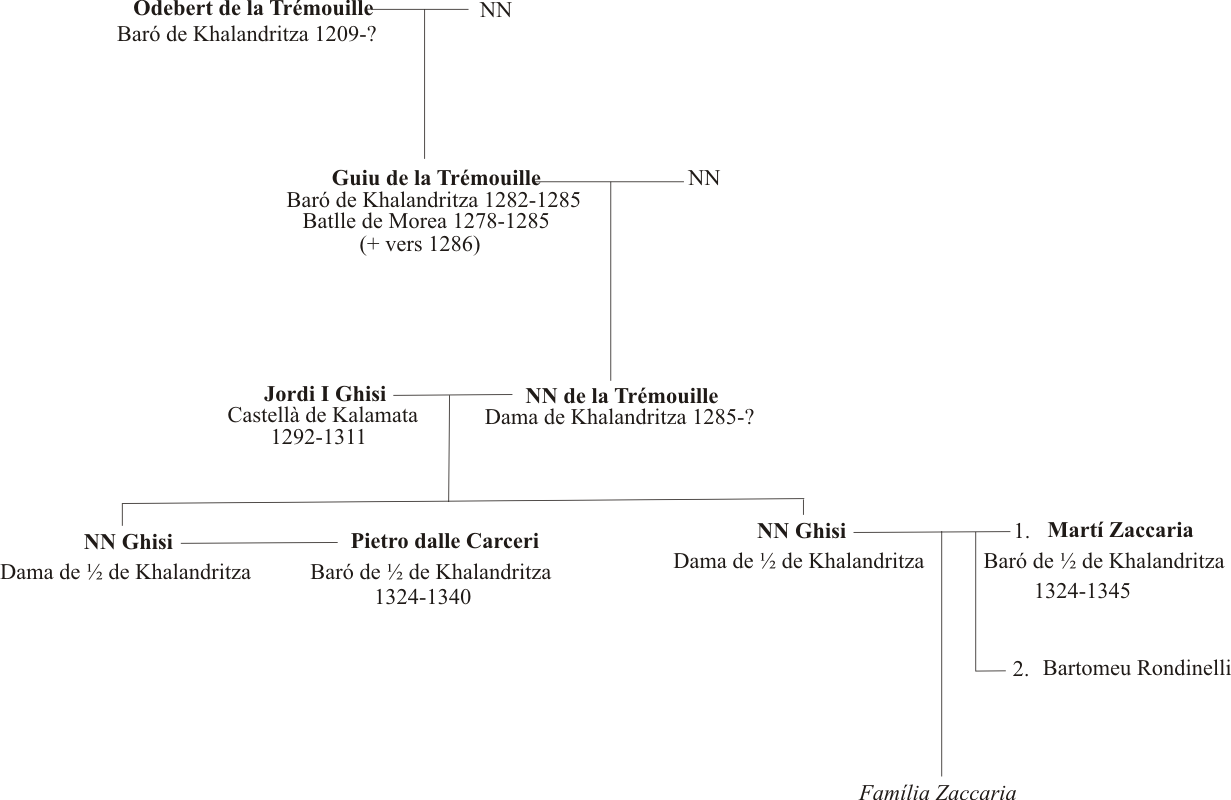
Genealogia dels barons de Calandritsa d'acord a Hopf

La Baronia de Calandritsa es va establir al voltant del 1209, després de la conquesta del Peloponès pels  croats, i va ser una de les dotze baronies seculars originals dins del Principat d'Acaia. La baronia va ser una de les més petites, amb quatre feus atribuïts. El primer baró va ser G. (probablement Guiu) de Dramelay (o Trimolay, Tremolay) derivat de Dramelay a Borgonya (Hopf li diu Guiu de la Tremouille), que és registrat en un document de 1209. Molts historiadors, com Jean Alexandre Buchon i Karl Hopf, tenen a Audebert de la Trémouille com el primer baró. El seu successor, Robert de Dramelay, és registrat al voltant de 1230. Robert va ser qui va construir el castell de Chalandritsa segons les versions gregues i italianes de la  Crònica de Morea . la versió aragonesa de la Crònica d'altra banda informa d'una història completament diferent, segons la qual el castell de Calandritsa havia estat construït per Conrad Alemany, baró de Patres, i que ella i altres terres, que comprenien vuit feus, van ser comprats al voltant de 1259 pel príncep Guillem II de Villehardouin i que les va donar a un cavaller anomenat Guiu de Dramelay, que havia arribat recentment a Morea. La versió aragonesa és considerada errònia en aquest sentit.
El successor de Robert, Guido II de Dramelay (Guido de la versió aragonesa), és conegut per haver expandit la baronia adquirint parts de  Lisaréa així com el veí feu de Mitopoli (el 1280), va servir com a batlle de Principat designat per Carles I de Nàpols de 1282 a 1285, i va morir poc després. Va ser succeït per la seva filla de nom desconegut i el seu marit, Jordi I Ghisi, que va morir en la batalla del Cefís el 1311. L'últim baró de la família va ser Nicolau de Dramelay, l'exacta relació familiar amb els altres Dramelay es desconeix. Igual que la majoria dels magnats aqueus, inicialment va donar suport a l'infant Ferran de Mallorca com a príncep, el 1315, però va canviar novament a Matilde d'Hainaut quan aquesta va arribar a Morea a principis de 1316. Va morir poques setmanes després, i Calandritsa va ser ocupada per les tropes de Ferran, que la van defensar amb èxit contra un atac de l'espòs de Matilde, Lluís de Borgonya.
D'acord amb els Ussatges de Romania (el llibre dels usatges i estatuts de l'imperi de Romania o sigui l'Imperi Llatí), el feu de Nicolau a Mitopoli es va dividir entre Aimó de Rans i una tal Margarida de Cefalònia. Segons la versió aragonesa de la  Crònica de Morea , però, després de la victòria sobre Ferran a la batalla de Manolada, Lluís va donar tota la baronia vacant a dos dels seus seguidors borgonyons, l'esmentat Aimon de Rans i el seu germà, Otó. Otó va morir poc després, i Aimó va vendre el domini a Martí Zaccaria, senyor de Quios, i va tornar a la seva terra natal.
La baronia a partir de llavors va romandre en mans dels Zaccaria, encara que en una carta de 1324, la meitat d'ella semblava estar en les mans de Pere dalle Carceri. El 1361, però, el fill de Martí, Centurió I Zaccaria, és registrat com a posseïdor de tota la baronia.  Centurió i els seus descendents la van conservar fins 1429, quan Centurió II Zaccaria es va veure obligat a lliurar-la a Tomàs Paleòleg, dèspota de Morea, després d'un breu setge. Centurió també va ser obligat a casar la seva filla Catarina Zaccaria amb Tomas, i es va retirar a l'única possessió que li quedava, la Baronia d'Arcàdia, on va morir en 1432.